# Ponos
Ponos (Oudgrieks Πόνος) is in de Griekse mythologie de god van zware arbeid en gezwoeg. Zijn moeder was de godin Eris; een dochter van Nyx. Ponos was een broer van Algos, Lethe, Limos en Horcus.